# Landgoed Waterland
Landgoed Waterland ligt aan de rand van het voormalige Wijkermeer in de gemeente Velsen.
In de 18e eeuw werden vele tientallen landgoederen gesticht in de omgeving van Amsterdam. Een hiervan is Waterland. De buitenhuizen werden vooral tijdens de zomermaanden bewoond, als in Amsterdam de grachten stonken.
Het landgoed Waterland bestaat uit een natuurgebied van 29 hectare groot. In 2000 werd een stichting opgericht om het in de periode van 1742-1766 gebouwde en door Pieter de Swart ontworpen landhuis te behouden. Dit hoofdgebouw met bijgebouwen en de parkaanleg zijn verklaard tot rijksmonument. Het staat ter beschikking als trouwlocatie en er kunnen evenementen plaatsvinden.

## Eigenaren
Al in de 13e eeuw werd de naam Waterland gebruikt, maar over een hofstede met die naam werd voor zover bekend pas in 1717 voor het eerst geschreven, toen Maria Munter-Piso (1650-1729), de weduwe van Cornelis Munter (1652-1708), Waterland verkocht voor 15.860 gulden. Zij was de dochter van Willem Piso, de lijfarts van Johan Maurits van Nassau. De kopers waren haar dochter Margaretha Munter en haar echtgenoot Gerrit Corver, later burgemeester van Amsterdam.
Gerrit Corver kocht tegelijkertijd het pand aan de Herengracht 539 in Amsterdam. In 1719 erfde hij van zijn broer Joan Herengracht 456. In 1721 verkocht hij Waterland aan Dirk Trip. In 1723 kreeg het echtpaar hun eerste en enige kind en besloot te verhuizen naar nummer 456, ooit gebouwd door Gerrits grootvader Joan Corver. Nummer 539 werd verkocht aan Dirck Trip.
Dirck Trip Sr (1691-1748), die was opgegroeid op de Herengracht 172, was dus eigenaar van Waterland en Herengracht 539. Op Waterland liet hij in 1742 het eerste deel van het huidige huis bouwen. Het interieur van het centrale deel werd ontworpen door Pieter de Swart, de architect van stadhouder Willem IV. Er is een plattegrond uit 1728 bewaard gebleven. In de zestiger jaren liet hij twee vleugels aanbouwen. De tuin werd in 1742 symmetrisch aangelegd. Na zijn overlijden kreeg zijn tweede echtgenote Agatha Geelvinck het beheer over Waterland. Na haar overlijden in 1761 ging het landgoed naar Dirck Trip Jr (1734-1763), die de andere kinderen uitkocht. Twee jaar later overleed hij.
Dirck Trip Jr was in 1760 met Jacoba Elisabeth van Strijen getrouwd en ze hadden al snel twee kinderen gekregen. Jacoba hertrouwde in 1767 met Carel George graaf van Wassenaer Obdam (1733-1800) en zij woonden vooral in Den Haag in paleis Kneuterdijk, ook gebouwd door Pieter de Swart. In 1781 verkocht Jacoba Waterland aan Jhr. Archibald Hope voor 48.000 gulden.
Archibald Hope (1768-1821) was koopman in Amsterdam. Zijn schoonvader Jan van de Poll had een buitenplaats in Velserbroek. Het echtpaar Hope bleef kinderloos. In 1789 werd hij schepen van Amsterdam. Hij breidde Waterland uit door een deel van de Landgoed Meervliet van zijn buurman Willem Boreel te kopen. Hij liet de formele tuin door tuinarchitect Johann Georg Michael in een Engelse landschapstuin veranderen en in 1789 werd de ijskelder gebouwd. Hij verkocht Waterland in 1799 aan Jacob Boreel, de zoon van zijn buurman, voor 38.500 gulden, en woonde verder op de Kneuterdijk.
Jhr Jacob Boreel (Amsterdam, 1768 - Den Haag, 1821) was de zoon van Willem Boreel en Maria Trip, die op Beeckesteijn en Meervliet woonden. Hij trouwde met Margaretha Johanna Munter, een nazaat van Cornelis Munter en Maria Piso, en kreeg vijf kinderen. Ook Jacob en Maria Boreel hadden een huis aan de Herengracht. Jacob Boreel werd in 1815 in de adelstand verheven en overleed in 1821, waarna Johanna Boreel het beheer over Waterland voerde. Hun zoon Willem Boreel erfde Waterland.
Jhr. Willem Boreel (1800-1883) studeerde rechten in Amsterdam toen hij Waterland kreeg. Daarna reisde hij een paar jaren rond met zijn studievriend Jacob van Lennep. In 1833 trouwde Willem Boreel met Margaretha Maria Paulina Boreel, zijn nicht. Ze woonden op Waterland en in Den Haag, waar hij de politiek inging. Hij werd lid van de Provinciale Staten en later lid van de Tweede Kamer, waar hij van 1851-1855 ook voorzitter van was. Daarna werd hij Commissaris van de Koning in Noord-Holland en woonde hij permanent op Waterland. In 1871 werd een verwarmde bloemenkas gebouwd. Ook kwam er een koestal en een gereedschapsloods. In 1904 liet hij een koetshuis bouwen. Boven de deuren kwamen de wapens van Boreel en Van Weede.
Beeckesteijn, waar zijn ouders woonden, was inmiddels ook van hem, maar dat verhuurde hij. Na zijn overlijden in 1883 bleef de weduwe er wonen. Zij overleed in 1892, waarna Jacob Willem Gustaaf Boreel het landgoed erfde.
Jhr. Jacob Willem Gustaaf Boreel (1852-1937) studeerde ook rechten. Toen hij met Maria Cornelia barones Schimmelpenninck van der Oye trouwde, woonde zijn moeder nog op Waterland, en de jonggehuwden gingen op Meervliet wonen. Toen zij in 1892 op Waterland gingen wonen, werd Meervliet in 1925 verkocht en afgebroken. Twee dochters bereikten de volwassen leeftijd, drie andere kinderen overleden jong. Jacob werd burgemeester en dijkgraaf. In 1891 werd hij weduwnaar, in 1898 hertrouwde hij met jkvr. Cornelia Maria van Weede (1855-1927). Zij erfde de muurschilderingen van J. Augustini, die uit een pand in Haarlem kwamen, en die in de herenkamer van Waterland aangebracht werden. Toen zij in 1927 ook overleed, verliet hij Waterland. Het huis werd sindsdien niet meer permanent bewoond. Enkele jaren voor de Tweede Wereldoorlog was het een museum. In 1937 erfde zijn dochter Cornelia Marie Boreel het landgoed.
Jkvr. Cornelia Maria Boreel (1874-1957) trouwde met Frederik Willem baron van Tuyll van Serooskerken (1874-1950). Zij was grootmeesteres onder koningin Wilhelmina en koningin Juliana. Tijdens de Tweede Wereldoorlog werd Waterland door de Duitse bezetter gebruikt. Na de oorlog werd het als herstellingsoord in gebruik genomen door het Centraal Bureau Verzorging Oorlogsslachtoffers. In 1948 en 1949 werden enkele oude gebouwen gesloopt. Daarna werd het huis gebruikt door de Stichting Het Vinkennest.
Na het overlijden van de grootmeesteres ging Waterland naar haar zoon Frederik Christiaan Hendrik van Tuyll.
Frederik Christiaan Hendrik baron van Tuyll van Serooskerken (1915-1976) en zijn echtgenote Mathilde Elisabeth gravin van Limburg Stirum woonden in het koetshuis in afwachting dat het grote huis weer vrij zou komen. In 1964 werd het huis gerestaureerd waarna ze het huis in 1966 konden betrekken. Tien jaar later overleed Van Tuyll, waarna zijn weduwe het landgoed erfde. Ze hadden geen kinderen.
Mathilde van Tuyll van Serooskerken - van Limburg Stirum (1920-? )verhuisde weer terug naar het koetshuis. Ze verkocht de boerderij op Meervliet. Het grote huis kreeg de bestemming hotel-restaurant maar bleef leeg staan totdat Fopke Fopma het grote huis in 1984 kocht. Mevrouw Van Tuyll bleef vooralsnog in het koetshuis wonen.
Fopke Fopma (1925-1988) woonde er met zijn gezin en nam het initiatief om een stichting op te richten om het landgoed te behouden. Hij was kunstliefhebber en gaf het huis een culturele functie. Hij overleed in 1988. Zijn echtgenote zette die lijn voort. In 1991 werd het koetshuis aan een particulier verkocht en verhuisde mevrouw Van Tuyll naar Wassenaar. De weduwe Fopma vertrok in 1997. Sindsdien werd het landgoed nog een paar keer verkocht. Alle gebouwen op Waterland zijn rijksmonumenten.